# Julián Riera
Julián Riera Navarro (Barcelona, 15 de septiembre de 1940–Barcelona, 8 de agosto de 2025) fue un futbolista español que se desempeñaba como defensa.
Falleció en agosto de 2025, a los 84 años de edad.

## Clubes
| Club              | País   | Año       |
| ----------------- | ------ | --------- |
| R. C. D. Español  | España | 1961-1970 |
| U. E. Sant Andreu | España | 1970-1973 |